# Jacques Battaille
 (avril 2018).
Si vous disposez d'ouvrages ou d'articles de référence ou si vous connaissez des sites web de qualité traitant du thème abordé ici, merci de compléter l'article en donnant les références utiles à sa vérifiabilité et en les liant à la section « Notes et références ».
Ne doit pas être confondu avec Jacques Bataille.
Pour les articles homonymes, voir Battaille.
Jacques Battaille est un ancien arbitre français de football, qui fut le premier arbitre d'une finale de Coupe de France de football, lors de l'édition 1917-1918. Il était affilié à Paris.

## Biographie
Dès le coup d'envoi de cette première finale de la Coupe de France, l'Olympique de Pantin domine nettement le Football Club de Lyon et inscrit trois buts par Émile Fiévet (doublé) et Louis Darques. L'incident du match est incontestablement le crochet du droit décoché par l'Olympien Decoux sur un attaquant lyonnais. L'arbitre, M. Battaille, veut expulser le coupable. Dans un geste chevaleresque, le capitaine de Lyon, Roger Ébrard, intercède en sa faveur[réf. nécessaire].